# Pippo Starnazza
Pippo Starnazza, pseudonimo di Luigi Pietro Redaelli (Milano, 30 giugno 1904 – Milano, 15 luglio 1975), è stato un cantautore, musicista e attore italiano.

## Biografia

### Musicista
A undici anni, mentre passeggia in Galleria Vittorio Emanuele a Milano, rimane colpito dalla musica del Quintetto Mirador, band di jazz americana (con Madge Coffie al sax alto e suo marito Samuel Coffie alla batteria): decide quindi di rinunciare allo studio del violino, a cui la famiglia lo ha indirizzato, e di dedicarsi alla batteria.
Inizia giovanissimo già negli anni venti ad esibirsi con l'orchestra De Carli all'Orfeo di Milano, per poi passare nel 1927 alla Louisiana Band di Piero Rizza; suona quindi con tutte le principali orchestre jazz di Milano, tra cui la Jazz Band Ernesto Marchi, per poi approdare nel 1929 all'orchestra Hot Pickers di Nanni DalDello, suonando con Robert De Kers, Beppe Mojetta e Marino Marzaroli (oltre che con DalDello).
Con il trombonista Beppe Mojetta forma, inoltre, un duo in cui inizia a cantare, interpretando standard jazz in inglese con un buffo accento milanese: da qui gli viene l'ìdea di inventare una sorta di grammelot finto inglese strampalato, riproponendo in questo modo al pubblico classici come Dinah, Sweet Sue, St. Louis Blues, e I can't give you anything but love, e questi sono i primi brani che incide come cantante su 78 giri, pubblicati dalla Odeon.
Passa quindi nel 1934 all'orchestra di Gorni Kramer, e successivamente a quella di Pippo Barzizza; decide però anche di esibirsi come cantante solista, ed al 1940 risalgono le sue prime incisioni da cantante solista, in cui tenta un divertente miscuglio tra le sonorità jazz e l'umorismo, anche satirico, dei testi, in quel filone che vede tra gli altri esponenti artisti come Rodolfo De Angelis.
Scelto il nome d'arte di Pippo Starnazza, forma un suo gruppo che chiama Quintetto del Delirio, ed è il primo a cantare in Italia con lo stile scat (viene anche soprannominato Squà-Squà, ed in alcuni 78 giri il nome del gruppo è cambiato in Pippo Starnazza & i suoi Squà Men).
Nonostante il nome, il gruppo non era un quintetto: i componenti erano Pietro Di Salvatore ed Astore Pittana alla tromba, Clionio Bergamini al trombone, Franco Mojoli al clarinetto ed alla fisarmonica, Piero Cottiglieri al sax tenore, Enzo Ceragioli al pianoforte, Angelo Servida alla chitarra, Quirino Spinetti al vibrafono, Sergio Almangano al violino, Adriano Almangano al contrabbasso e lo stesso Starnazza alla batteria; il Quintetto del Delirio accompagnò inoltre, in alcuni 78 giri, altri cantanti, come Carlastella, Rudy Solinas, Enza Passatore e Canapino.
Tra i suoi successi da citare Come ti chiami?, Baldo Baldo (Arcibaldo), Oh! Bimba, Era lei, La marchesa sinforosa e Se fossi milionario.
Starnazza diede anche molta importanza nei suoi spettacoli all'aspetto scenico: sia con le smorfie della sua faccia di gomma sia con la grancassa della sua batteria, sulla quale erano dipinti un buffo ritratto e lo scudetto dell'Inter.
È a Pippo Starnazza che si ispirò un altro celebre batterista-umorista, il napoletano Gegè Di Giacomo.
Nel 2010 la Riviera Jazz Records ha raccolto in un CD, intitolato Quintetto del Delirio - Pippo Starnazza, alcune incisioni del gruppo sia con Starnazza come solista che con altri cantanti.

### Attore
Pippo Starnazza ebbe anche un'intensa attività cinematografica, iniziata all'inizio degli anni sessanta, quando la sua carriera come musicista era ormai in declino, ed ebbe modo di lavorare per alcuni dei più grandi registi italiani, da Vittorio De Sica (I girasoli) a Mario Monicelli (I compagni, L'armata Brancaleone e Romanzo popolare), da Ettore Scola (La congiuntura e Il commissario Pepe) a Carlo Lizzani (La vita agra), insieme a divi, come Ugo Tognazzi, Marcello Mastroianni, Sophia Loren e Vittorio Gassman.

### Morte
Nato e morto a Milano, Pippo Starnazza venne sepolto nel locale cimitero maggiore.

## Curiosità
Freak Antoni, il cantante degli Skiantos ha voluto rendere omaggio a Pippo Starnazza chiamando uno dei suoi gruppi paralleli Beppe Starnazza e i Vortici, presentandosi come il sedicente figlio di Pippo e riproponendo alcune divertenti canzoni del finto papà, oltre che di altri artisti di quegli anni.

## Discografia parziale

### Singoli
- 1941 – Straccione/Ticche... ta con il Quintetto del Delirio (Odeon, P. 537)
- 1941 – Come ti chiami? con il Quintetto del Delirio (Odeon, P. 573)
- 1942 – Io cerco la Titina con il Quintetto del Delirio (Odeon, P. 641) dal film del 1942 Noi vivi.
- 1942 – Quando canto penso a te/Come ti chiami? (Odeon)
- 1943 – La barca dei sogni/Dice lei...dice lui... (Odeon, P. 688); solo lato B, il lato A è cantato da Carlastella)
- 1946 – Buona notte amore mio/Nel vecchio castello (Odeon, TW 3169); solo lato B, il lato A è cantato da Corrado Lojacono)
- 1959 – Ya, ya/T'ho voluto bene (Combo Record, 5278)
- 1960 – Tu sei prismatica/Besame mucho (Bluebell Records, BB 03028)
- 1965 – Squa squa/Ciribiribin (CGD, N 9602)
- 1966 – Dinah/Ortega! (North, C002)
- 19?? – Signorina Zi Zu Za (Silver Gold, PUBB. 023), con i Silver Boys

### EP
- 1958 – Ciribiribin/Calypso blu/I Love You/Alonzo (Embassy, EP 131)
- 19?? – Cara piccina (Embassy, EP 132)
- 1958 – Cantando calypso (Odeon, MSEQ 35106); con Emilio Pericoli e Giorgio Consolini)
- 1970 – Io cerco la Titina con il Quintetto del Delirio (Fratelli Fabbri Editori, CaI 25); con Alberto Rabagliati, Natalino Otto e Quartetto Cetra)

### Album/Raccolte
- 1977 – Le canzoni dell'EIAR nelle interpretazioni originali degli anni '40 (CGD, RB 117), con il brano Baldo, Baldo (Arcibaldo)
- 1990 – Renzo Arbore presenta Ballabili degli anni '40 e '50 (Armando Curcio Editore, DCI-47), con il brano La quadriglia di famiglia
- 1990 – Jazz & Hot Dance in Italy (Harlequin, HQ 2078), uscito nel Regno Unito con il brano Gira...gira
- 2010 – Jazz in Italy in the 40's (Riviera Jazz Records, RJRCD017), uscito in Austria

## Filmografia parziale

Bernard Blier, Renato Salvatori e Pippo Starnazza nel film I compagni

- Un figlio d'oggi, regia di Marino Girolami (1961)
- Walter e i suoi cugini, regia di Marino Girolami (1961)
- I compagni, regia di Mario Monicelli (1963)
- La vita agra, regia di Carlo Lizzani (1964)
- La congiuntura, regia di Ettore Scola (1965)
- L'armata Brancaleone, regia di Mario Monicelli (1966)
- Johnny Oro, regia di Sergio Corbucci (1966)
- Testa di rapa, regia di Giancarlo Zagni (1966)
- L'assalto al centro nucleare, regia di Mario Caiano (1967)
- Don Giovanni in Sicilia, regia di Alberto Lattuada (1967)
- Il commissario Pepe, regia di Ettore Scola (1969)
- L'arcangelo, regia di Giorgio Capitani (1969)
- I girasoli, regia di Vittorio De Sica (1970)
- La moglie del prete, regia di Dino Risi (1971)
- Sessomatto, regia di Dino Risi (1973)
- Delitto d'amore, regia di Luigi Comencini (1974)
- Romanzo popolare, regia di Mario Monicelli (1974)
- Milano odia: la polizia non può sparare, regia di Umberto Lenzi (1974)
- Yuppi du, regia di Adriano Celentano (1975)